# 伍德蓋特峰
伍德蓋特峰（英語：Woodgate Crest）是南極洲的山峰，位於奧次地，處於邱吉爾山脈以西，屬於全黑冰原島峰的一部分，海拔高度2,040米，現時由南極條約體系管理。